# Évariste Kimba
Évariste Léon Kimba Mutombo (Nsaka, 16 juli 1926 - Leopoldstad, 2 juni 1966) was een Congolese journalist en politicus die van 1960 tot 1963 diende als Minister van Buitenlandse Zaken van de Staat Katanga en van 13 oktober tot 25 november 1965 als premier van de Democratische Republiek Congo. Op 25 november lanceerde legercommandant Joseph-Désiré Mobutu een staatsgreep waarbij zowel hij als Kasavubu van de macht werden verwijderd, en nam de controle over het presidentschap over. In mei 1966 beschuldigde de regering van Mobutu Kimba ervan samen met drie andere voormalige regeringsministers een staatsgreep te beramen. Hij werd op 2 juni geëxecuteerd wegens verraad.

## Achtergrond
Na de onverwachte steun van Tshombe aan president Kasavubu in diens strijd tegen de Simba's, werd deze een van de populairste politici van Congo en hij won dan ook verpletterend de verkiezingen van 1965. Kasavubu, angstig voor een mogelijke opponent die te sterk zou worden, maakte gebruik van zijn recht om de ministers te ontslaan om Tshombe als premier af te zetten zoals hij met Lumumba ook had gedaan en benoemde in diens plaats een zwak figuur als Kimba (van de partij BALUBAKAT, een Katangese partij die lijnrecht tegenover Tshombes CONAKAT stond. Deze was minister van oktober tot november 1965.
Deze tweede afzetting van een populaire premier door Kasavubu (na Lumumba) en de chaos die er op kon volgen, was immers voor Mobutu de directe aanleiding om zijn kans te wagen met een tweede staatsgreep. Kimba werd afgezet en vervangen door de Mobutugezinde Léonard Mulamba. Hij werd dus de laatste premier van de Democratische Republiek congo.
Mobutu bleek een dictator en wilde onmiddellijk zijn macht consolideren door een voorbeeld te stellen. Na een schijnproces werd Kimba samen met drie andere tegenstanders van Mobutu opgehangen op 1 juni in de zogenaamde Pinksterophangingen. Hij zou tegen Mobutu een complot gesmeed hebben, maar in feite werd hij in de val gelokt doordat bepaalde legerofficieren lieten uitschijnen Mobutu ten val te willen brengen en ze aan hem vroegen om leden van een nieuwe regering voor te stellen. Door namen te noemen kon men hem betichten van hoogverraad.
Patrice Lumumba · 
Joseph Iléo ·  
Justin Bomboko · 
Antoine Gizenga · 
Cyrille Adoula · 
Moïse Tshombe ·
Évariste Kimba ·
Léonard Mulamba
Afscheidingscrisis:
Katanga · Zuid-Kasaï · Invasie van Zuid-Kasaï
Belangrijkste operaties/gevechten: Force Publique-muiterijen · Congo-Stanleystad · ONUC · Operatie Rum Punch · Niemba hinderlaag · Slag om Kabalo · Slag bij Jadotstad · Operatie Unokat · Aanval op Kamp Massart · Operatie Grandslam · Kindu Bloedbad · Incident bij Port Francqui · Kanyarwanda-oorlog · Kwilu-opstand · Simba-opstand · Operaties Rode en Zwarte Draak · Operatie White Giant · Operatie Violettes Imperiales · Operatie Zuid · Operatie Banzi
Andere belangrijke gebeurtenissen:
Ontbinding van de Lumumba-regering · Moord op Lumumba · Overlijden van Dag Hammarskjöld
- International Standard Name Identifier: 0000 0000 5081 4601
- Library of Congress Control Number: no00096323
- Virtual International Authority File: 19232803
- WorldCat: E39PBJmDg9P9DcjYqpxyGqyKh3